# 哈查西爾卡山
16°48′02″S 70°33′25″W / 16.80056°S 70.55694°W
哈查西爾卡山（Jach'a Sirka），是秘魯的山峰，位於該國南部莫克瓜大區，由涅托元帥省的卡魯馬斯區負責管轄，屬於安地斯山脈的一部分，海拔高度5,000米。